# Galerías Dalmau

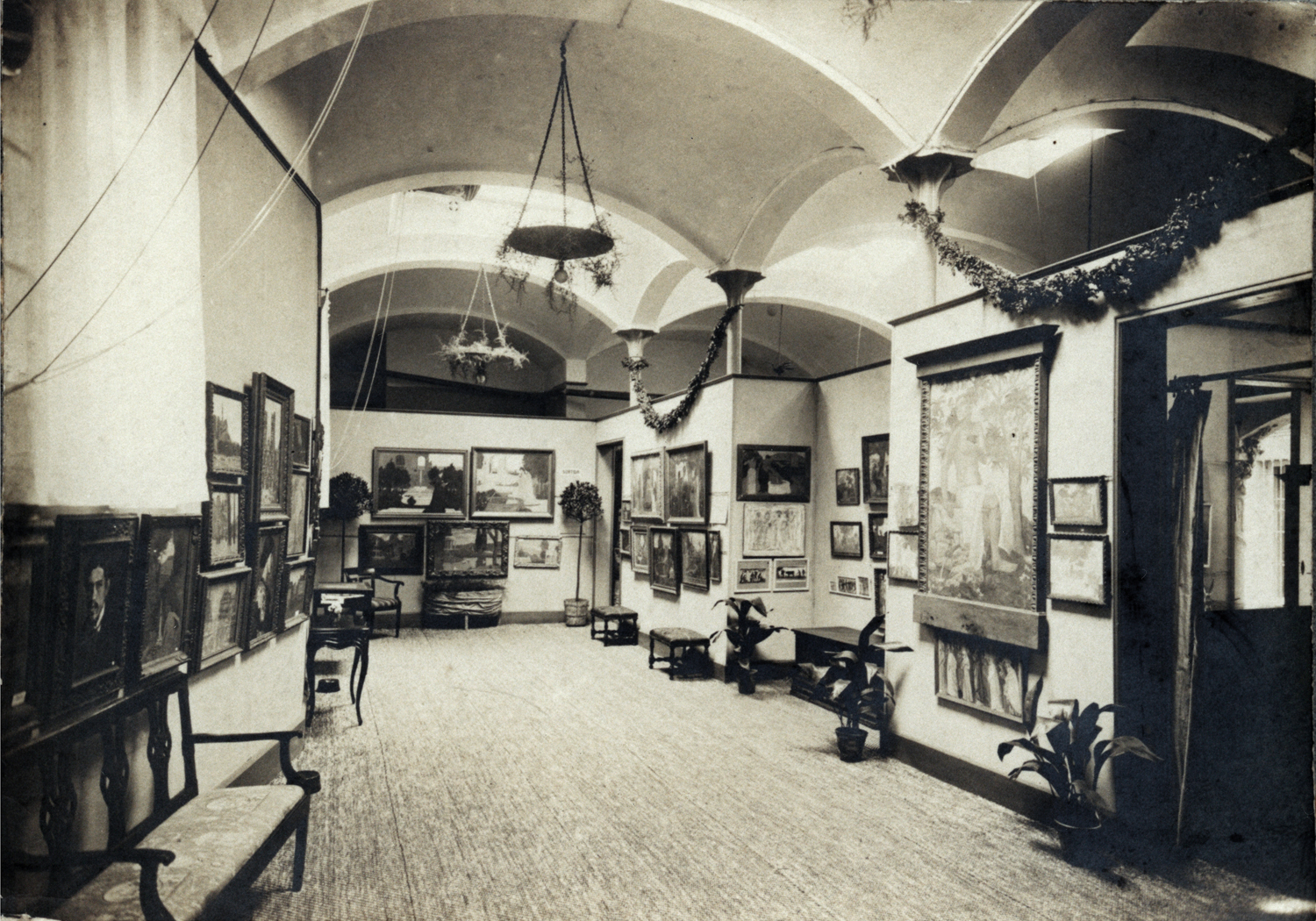
Exposición del pintor Joaquín Torres García en las Galerías Dalmau en el año 1912.

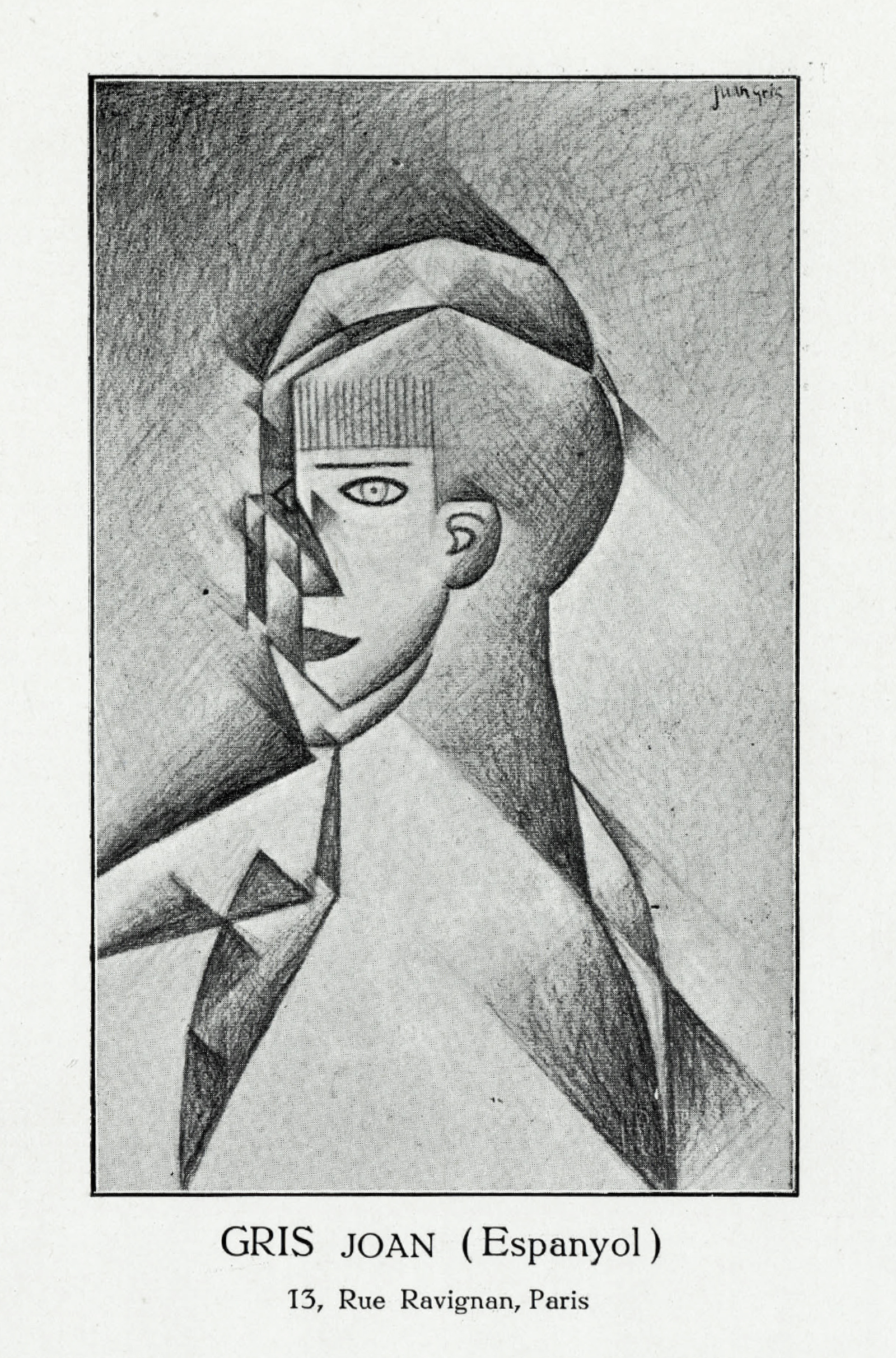
Cuadro de Juan Gris, exhibido en la exposición de arte cubista en las Galerías Dalmau en el año 1912.

Las Galerías Dalmau (en catalán: Galeries Dalmau) fue una galería de arte de la ciudad de Barcelona abierta entre 1906 y 1930, fundada por el pintor, restaurador y marchante de arte Josep Dalmau i Rafel. Estuvo asociada a las vanguardias en la ciudad y fue introductora de las nuevas tendencias artísticas en Cataluña y en toda España.  La galería presentó la primera exposición colectiva del cubismo en el mundo en 1912. Igualmente realizó las primeras exposiciones individuales de artistas destacados como Joan Miró, en 1918, y Salvador Dalí, en 1922 por primera vez y en 1925 con su primera individual. Fue también el primer galerista en España de Juan Gris. 

## Historia
En 1906, Josep Dalmau abrió un establecimiento de antigüedades en el número 10 de la Carrer del Pi, que posteriormente amplió con una sección de arte moderno y que terminaría relegando a las antigüedades. La primera exposición de arte, documentada se celebró en enero de 1908, con dibujos de Josep Mompou y grabados japoneses.
Su exposición de mayor repercusión se realizó en 1912, cuando presentó la primera muestra colectiva del arte cubista en el mundo, después de que un año antes, en 1911, se había producido el nacimiento de este nuevo movimiento artístico en París, iniciado por Pablo Picasso y apoyado por Apollinaire.
A finales de los años cuarenta, el crítico de arte Rafael Santos Torroella conoció a la viuda de Josep Dalmau y adquirió el legado documental del marchante incluido todo lo relativo a la galería. Posteriormente, en 2014, los herederos de María Teresa Bermejo Hernández, viuda de Santos Torroella, cedieron al Ayuntamiento de Gerona este fondo que se digitalizó y se hizo público.

## Artistas expuestos
La relación de artistas que expusieron en esta galería es:
- Ramón Acín Aquilué
- Augusto Agero
- Laura Albéniz
- Josep Amat Pagès
- Josep Aragay
- Tomàs Aymat
- Antoni Badrinas
- Jacint Ballesté
- Nicolás Bardas
- Rafael Barradas
- Evarist Basiana
- Gabriel Bechini
- Hortense Begué
- Josep Beltran Sanfeliu
- Rafael Benet Vancells
- Guillem Bergnes
- Camilo Blanes
- Andreu Bosch Canals
- André Breton
- Frank Burty
- F. Camarasa
- Francesc Camps
- Ricard Canals
- Manolo Cano
- Domingo Carles Rosich
- Magí Cassanyes
- Valentí Castanys
- Enrique Cénac
- Serge Charchoune
- Remigio Cid
- Aleix Clapés
- Enrique Climent
- Joan Colom
- Feliu Coscolla Plana
- Miquel Costa
- Pere Costa
- Salvador Dalí
- Josep Dalmau Rafel
- Bertil Dam
- Darío de Regoyos
- Josep de Togores
- Sònia Delaunay
- Tatiana Donskaia
- Marcel Duchamp
- Dunyach Sala
- Feliu Elias
- Ernest Enguiu Malaret
- Marià Espinal Armengol
- Ricard Estivill
- Júlia Fabrés
- Manuel Fernández Peña
- Agustí Ferrer
- Llàtzer Figueras
- Federico García Lorca
- Gabriel García Maroto
- Josep Gausachs
- Ignasi Genover
- Marthe-Antoine Gérardin
- Lluís Gilberto
- Francesc Gimeno
- Martí Gimeno
- Albert Gleizes
- Josep MariaGol
- Joseph Goller
- Ramón Gómez de la Serna
- Helios Gómez
- González Sevilla
- Xavier Gosé Rovira
- Juan Gris
- Helene Grunhoff
- Jaume Guàrdia Esturí
- Joan Guarro
- Xavier Güell
- Kallinic Gusef
- An Guyás
- Robert Hoffmann
- Elvira Homs Ferrés
- Manuel Humbert
- Elsa Jernàs
- Hadar Jönzen
- Lluís Jou
- Josep Maria Jujol
- Joan Junyer
- Ernst Kammerer
- Francesc Labarta
- Celso Lagar
- Marie Laurencin
- Le Corbusier
- Kurt Leyde
- Ramón López Morella
- Manuel Losada
- Gustavo de Maeztu
- Elvira Malagarriga Ormat
- Frederic Marès
- Luís Maristany de Trias
- Josep Maria Marquès Puig
- Segundo Matilla
- Lluís Mercadé
- Jean Metzinger
- Claudi Mimó
- Ramon Miret
- Joan Miró
- Josep Mompou
- Arturo Moreno
- José Moya Ketterer
- Mela Mutermilch
- Renato Natali
- Isidre Nonell
- Josep Obiols Palau
- Jacint Olivé
- Folke Öström
- Josep Palau Oller
- Iu Pascual
- J. Pascual Vicent
- Julio Pérez Moro
- Francis Picabia
- Pablo Picasso
- Ramón Pichot
- Pau Planas
- Àngel Planells
- Josefina Portusach
- Pere Prat Ubach
- Max Pretzfelder
- Josep Pujó
- Josep Pujol Montané
- Josep Pujol Ripoll
- A. P. Pujol
- Francesc Pujols
- Germaine R.de Pujulà
- Josep Francesc Ràfols
- Enric Cristòfor Ricart
- Vicente Rincón
- Ramon Roqueta
- Diego Ruiz
- Santiago Rusiñol
- Fräulein Ruth Cahn
- Louis Sermaise Perillard
- Slavi Soucek
- Emili Store
- José María de Sucre
- Ernest Timm
- Pere Torné Esquius
- Trinitat Torné
- Joaquín Torres
- Vaño
- Lola Cueto
- Eduard Vèrgez
- Joan Vila Pujol
- Salvador Vilà
- Miquel Villà
- Gustave Violet
- Mario Vives
- Otto Weber
- Pere Ysern